# Union civique radicale intransigeante
Pour les articles homonymes, voir Union civique radicale (homonymie).
L’Union civique radicale intransigeante (en espagnol Unión Cívica Radical Intransigente, sigle UCRI) était un parti politique argentin, né en 1957 de la scission de l’Union civique radicale, et disparu sous cette dénomination en 1972. Le parti professait une idéologie s’appuyant sur une forme particulière de développementalisme (desarrollismo) propre à l’entourage du chef de file du parti, Arturo Frondizi.
Ce dernier, candidat pour l’UCRI à la présidentielle de février 1958, ayant reçu quatre jours avant les élections générales l’appui de Juan Perón (exilé à la suite du coup d’État de septembre 1955), remporta le scrutin au détriment de Ricardo Balbín, candidat de l’UCR du Peuple (UCRP, l’autre parti issu de la scission de 1957), et obtenait en outre une étroite majorité au Congrès. Le président Frondizi, qui mena notamment une vigoureuse politique d’industrialisation (y compris en faisant appel aux capitaux étrangers), fut renversé en mars 1962 par les militaires, mécontents en particulier des concessions politiques accordées au péronisme (conformément à l’accord secret entre Perón et Frondizi) et des relations qu’il avait entretenues avec Cuba ; le président du sénat, José María Guido, également de l’UCRI, fut nommé à sa succession. 
Frondizi, encore en détention, œuvra à la mise sur pied d’une alliance entre UCRI et péronisme, appelée Front national et populaire, qu’ensuite toutefois une fraction majoritaire de l’UCRI désavoua pour présenter son propre candidat, Oscar Alende. L’UCRI, ainsi touché à son tour par une bipartition, perdit les élections de 1963 face au candidat UCRP Arturo Illia (scrutin qui comptera il est vrai la plus forte proportion de votes blancs de l’histoire de l’Argentine, conséquence de la consigne donnée par Perón, toujours proscrit). Frondizi et son ancien économiste en chef, Rogelio Julio Frigerio, quittèrent l’UCRI en août de la même année pour fonder le Mouvement d’intégration et développement (MID), avec un programme centré sur la croissance économique. L’UCRI résiduel, dont la plupart des affiliés rejoindront le MID en 1972, fut contraint de changer de nom et devint le Parti intransigeant, lequel, toujours existant (en 2018), se veut l’héritier légitime, politiquement et juridiquement, de l’UCRI.

## Origine
Après le renversement de Juan Perón en 1955, les tensions internes, manifestes au sein de l’UCR dès les années 1930 mais mises sous le boisseau dans la décennie écoulée au nom de l’opposition à mener au péronisme, éclatèrent à présent au grand jour et dans toute leur intensité, en particulier dans la perspective d’une issue électorale prévisible du régime militaire, issue où l’Union civique radicale (UCR) elle-même était généralement donnée pour probable vainqueur. Fin 1956, Arturo Frondizi, président du Comité national de l’UCR, proposa de mettre en avant un candidat à la présidence de la Nation, de sorte à faire monter la pression sur le gouvernement militaire et à le pousser à convoquer des élections. Cette proposition, appuyée par la majorité du Mouvement d’intransigeance et rénovation (MIR), fut ensuite approuvée par la Convention nationale du parti réunie à Tucumán, laquelle désigna Frondizi comme candidat pour l’UCR, en binôme avec Alejandro Gómez comme candidat à la vice-présidence.
Face à cette décision, les fractions balbinistes du MIR, qui s’étaient opposées à ce que fût nommé un candidat sans consultation préalable des affiliés par un vote direct (ce qui du reste correspondait à la position historique du MIR), rejointes par les radicaux unionistes (fraction plus modérée ou conservatrice) et les sabattinistes, firent sécession d’avec le Comité national et constituèrent, sous la dénomination de Union civique radicale du peuple (Unión Cívica Radical del Pueblo, sigle UCRP), un nouveau Comité national, présidé par Crisólogo Larralde. De son côté, la fraction frondiziste, qui comportait une forte présence de jeunes, se dota du nom d’Union civique radicale intransigeante (Unión Cívica Radical Intransigente, sigle UCRI).
L’UCRI mit au point un programme inspiré de la Déclaration d’Avellaneda, enrichie de nouvelles composantes industrialistes, qui donna forme à la conception développementaliste défendue par le parti.

## Élections pour la constituante de 1957
En 1958, des élections furent convoquées en vue de désigner une assemblée constituante chargée d’avaliser une réforme de la constitution argentine de 1949, réforme définie par la Révolution libératrice et établie par voie de décret militaire. Le péronisme ayant été proscrit par la dictature, seuls pouvaient concourir au scrutin les partis antipéronistes.
Le résultat électoral fit apparaître que le vote blanc, qui répondait à la consigne de vote des péronistes, était la force majoritaire (avec 23,3% des suffrages exprimés), suivi à la deuxième place par l’UCRP (avec 23,2%) et à la troisième place par l’UCRI (20%). Ce résultat suscita au sein de l’UCRI la proposition de conclure une alliance avec le péronisme dans la perspective des élections présidentielles de 1958.
La délégation de l’UCRI à la Convention constituante dénonça celle-ci comme étant illégale et s’en retira.

## Élections présidentielles de 1958
Le 23 février 1958, aux élections qui eurent lieu dans tout le pays, les deux principaux candidats étaient des radicaux : Arturo Frondizi pour l’UCR Intransigeante, et Ricardo Balbín pour l’UCR du Peuple. Un pacte secret entre Perón et Frondizi conduisit les électeurs péronistes à soutenir massivement Frondizi, qui remporta le scrutin avec 4 049 230 voix, contre 2 416 408 pour Balbín, et obtint la majorité dans les deux chambres du Congrès de la Nation et la totalité des gouvernements de province. Cependant, ce résultat remplit d’indignation la plupart des militaires, qui considéraient que Frondizi avait contourné la proscription des péronistes au détriment de la Révolution libératrice.

## Gouvernement d’Arturo Frondizi (1958-1962)

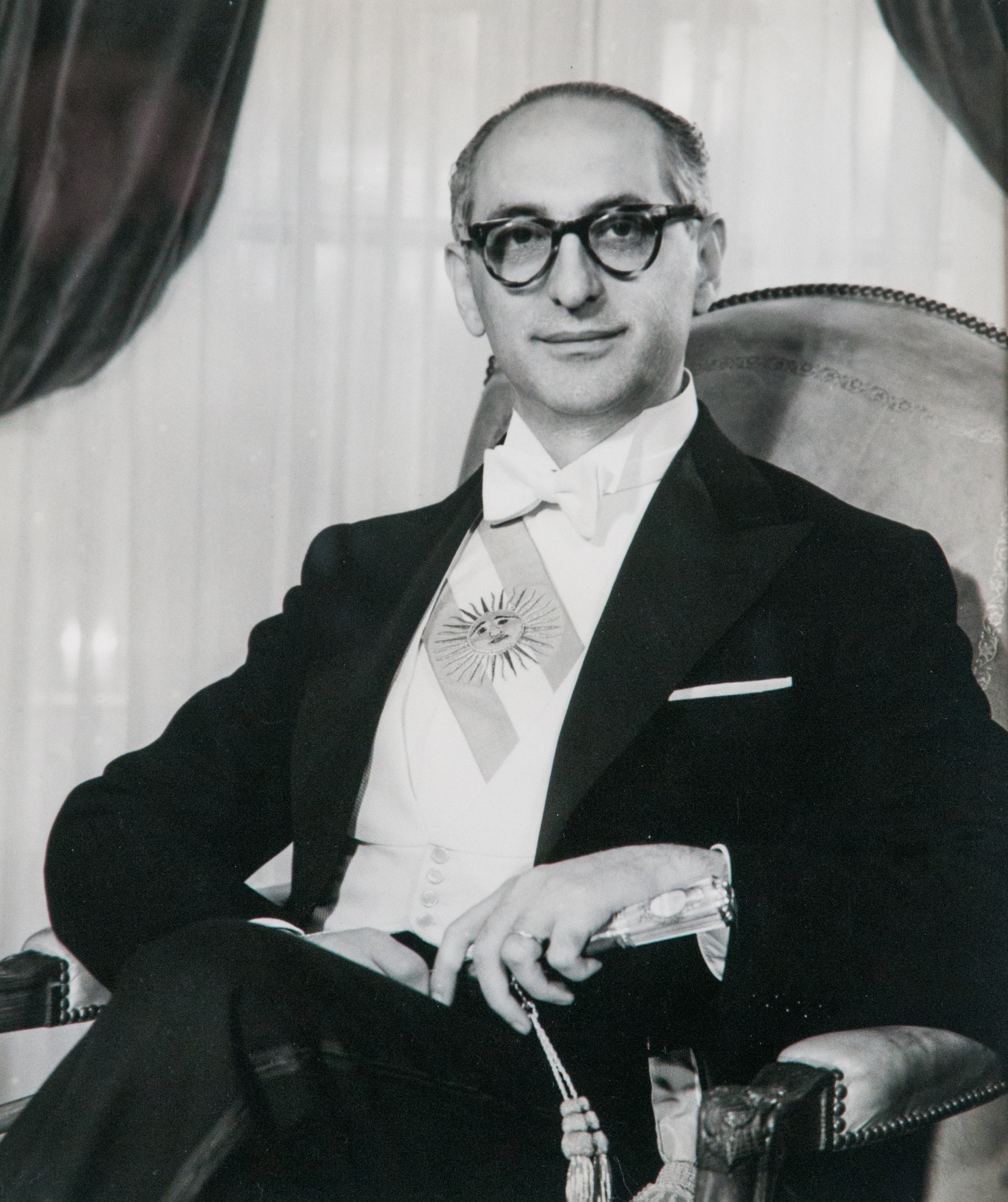
Arturo Frondizi, chef de file de l’UCRI, fut élu président en 1958, mais renversé en 1962.

Le gouvernement de Frondizi adopta le développementalisme comme socle de sa politique gouvernementale. Ses principaux collaborateurs étaient : Rogelio Frigerio, Gabriel del Mazo (l’un des artisans de la Réforme universitaire), Roque Vítolo, et Rodolfo Martínez, et les nouveaux gouverneurs Oscar Alende (province de Buenos Aires), Carlos Sylvestre Begnis (Santa Fe), Arturo Zanichelli (Córdoba), Raúl Uranga (Entre Ríos), Celestino Gelsi (Tucumán) et César Napoleón Ayrault (Misiones).
Afin d’accélérer l’industrialisation du pays, il encouragea l’entrée en Argentine de capital industriel étranger. Il poursuivit et approfondit la politique pétrolière d’ouverture au capital extérieur impulsée depuis 1952 par Juan Perón, signant des contrats avec des entreprises privées pour financer l’exploitation du pétrole argentin.
Sur la base d’un décret signé par Atilio Dell Oro Maini sous le gouvernement provisoire de la Révolution libératrice, Frondizi autorisa l’activité des universités privées, attisant ainsi la querelle entre les enseignements laïque et libre.
Ses politiques dans le domaine économique et de l’enseignement ne laisseront pas de susciter une forte résistance chez les syndicats et dans le mouvement étudiant, mais aussi chez les militaires, qui déclencheront 26 mutineries (asonadas) et 6 tentatives de coup d’État durant son mandat.
En 1961, Frondizi abrogea les lois interdisant le péronisme naguère édictées par la Révolution libératrice. Aux élections de 1962, le péronisme s’empara du siège de gouverneur de la puissante province de Buenos Aires, après qu’Andrés Framini, combatif dirigeant syndical du textile, eut remporté le scrutin. Les Forces armées enjoignirent alors à Frondizi d’annuler las élections ; sur le refus d’obtempérer opposé par celui-ci, les militaires exécutèrent le coup d’État du 29 mars 1962 qui le renversa.
Alors qu’il était encore en détention, Frondizi œuvra à mettre sur pied un front entre UCRI et péronisme, appelé Front national et populaire. Cependant, une fraction majoritaire de l’UCRI décida de se séparer dudit front et de présenter leur propre candidat, Oscar Alende, faisant ainsi capoter l’alliance. Cet événement incitera Frondizi à quitter l’UCRI et à fonder le Mouvement d’intégration et de développement (Movimiento de Integración y Desarrollo, MID).

## 1963-1972

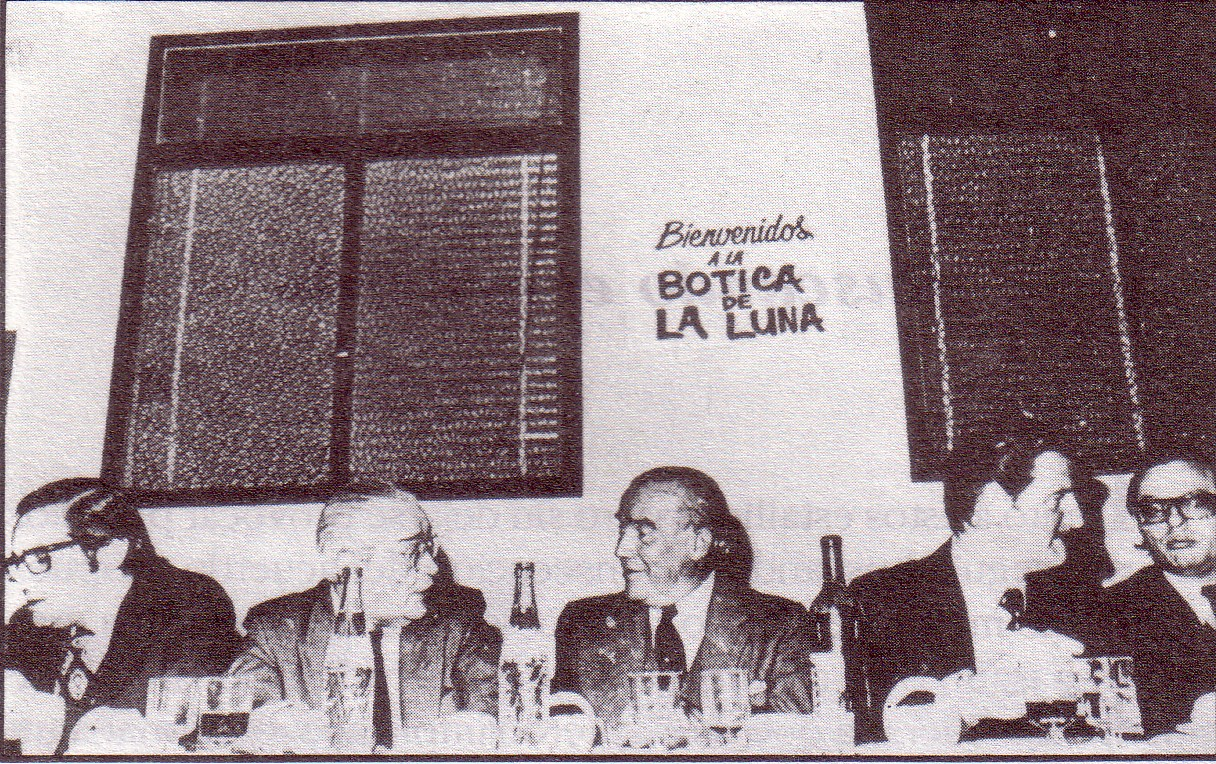
Balbín représentant l’UCRP lors de la conférence La Hora del Pueblo (l’Heure du peuple, 1971).

La scission de l’UCRI réduisit ses forces et permit la victoire d’Arturo Illia, candidat UCRP, aux élections de 1963, quoique, à nouveau, sous la proscription du péronisme. L’UCRP obtint 2 441 064 voix, suivie à la deuxième place par les votes blancs (des électeurs péronistes) et à la troisième par l’UCRI, avec 1 593 992 voix. L’UCRP l’emportait dans douze provinces et l’UCRI dans quatre.
Après l’évincement d’Onganía en 1970, le général Levingston, de tendance nationaliste-développementaliste lui succéda à la présidence et bénéficiera du soutien de l’UCRI. Toutefois, la majorité des forces politiques progressistes s’opposeront au nouveau gouvernement militaire et exigeront une issue électorale rapide. Le 11 novembre 1970, des représentants de l’UCRP, du péronisme, du socialisme, du bloquisme et du Parti conservateur populaire (fondé en 1958) se regroupèrent et publièrent un document nommé La hora del pueblo (littér. l’Heure du peuple), dans lequel des élections immédiates étaient exigées, sans exclusion aucune et dans le respect des minorités. La Hora del Pueblo marqua un changement notable dans l’histoire de l’Argentine, en ceci que ce fut la première fois que le radicalisme et le péronisme œuvraient côte à côte politiquement.

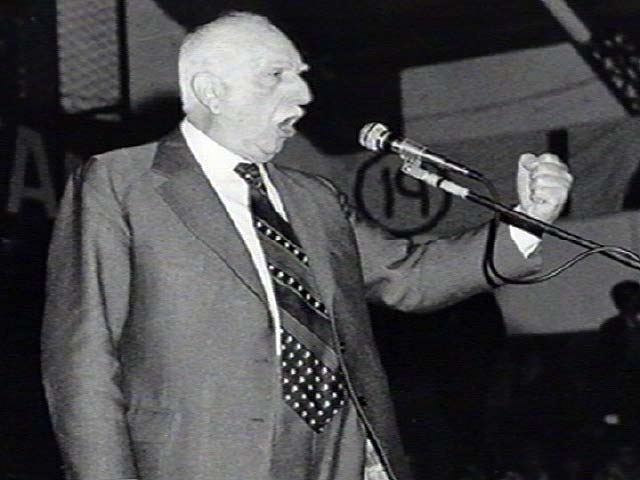
Oscar Alende, radical intransigeant (UCRI, puis PI.

Le 21 mars 1971, le général Lanusse accéda à la présidence. Ricardo Balbín, en qualité de président de l’UCRP, entra en pourparlers avec Lanusse pour organiser une issue électorale. Arturo Mor Roig, haute personnalité radicale balbiniste, fut désigné ministre de l’Intérieur, avec l’appui de la Hora del Pueblo. Mor Roig s’employa à garantir la tenue d’élections non frauduleuses, mais dans le même temps s’ingénia à mener une stratégie de polarisation entre peronisme et anti-péronisme, stratégie appelée Grand Accord National (GAN) et ayant pour but d’éviter la victoire du péronisme. Pour cette raison, le gouvernement militaire attribua le sigle Unión Cívica Radical à l’Unión Cívica Radical del Pueblo (UCRP) et requis l’UCRI de changer de dénomination ; l’UCRI allait depuis lors se désigner par Parti intransigeant.